# Ghiacciaio Somigliana
Il ghiacciaio Somigliana (in inglese Somigliana Glacier) è un ghiacciaio situato sulla costa di Loubet, nella parte occidentale della Terra di Graham, in Antartide. Il ghiacciaio, il cui punto più alto si trova 291 m s.l.m., si trova in particolare sulla penisola Arrowsmith e fluisce verso nord fino a entrare nella cala di Langmuir.

## Storia
Il ghiacciaio Somigliana è stato mappato dal British Antarctic Survey, che all'epoca si chiamava ancora Falkland Islands and Dependencies Survey, grazie a fotografie aeree scattate durante una spedizione della stessa agenzia nel 1956-59 ed è stato poi così battezzato dal Comitato britannico per i toponimi antartici in onore di Carlo Somigliana, un matematico e fisico italiano che nel 1921 elaborò una teoria basata sulla viscosità per spiegare il flusso dei ghiacciai.